# Paulina Schmiedel
Paulina Heike Schmiedel (Mülheim an der Ruhr, 29 de mayo de 1993) es una deportista alemana que compitió en natación. Ganó una medalla de oro en el Campeonato Europeo de Natación en Piscina Corta de 2011, en la prueba de 4 × 50 m libre.

## Palmarés internacional
| Campeonato Europeo en Piscina Corta | Campeonato Europeo en Piscina Corta | Campeonato Europeo en Piscina Corta | Campeonato Europeo en Piscina Corta |
| Año                                 | Lugar                               | Medalla                             | Prueba                              |
| ----------------------------------- | ----------------------------------- | ----------------------------------- | ----------------------------------- |
| 2011                                | Szczecin (Polonia)                  | Medalla de oro                      | 4 × 50 m libre                      |